# Dmitri Dmítrievich Maksútov
Dmitri Dmítrievich Maksútov (del ruso: Дми́трий Дми́триевич Максу́тов) (11jul./ 23 de abril de 1896greg., Odesa, Imperio Ruso – 12 de agosto de 1964, Leningrado, URSS) fue un ingeniero óptico y astrónomo soviético ruso, conocido principalmente por la invención del telescopio Maksútov.

## Biografía
Dmitri Dmítrievich Maksútov nació a finales de 1896 en Mykolaiv o en Odesa, en la actual Ucrania, entonces parte del Imperio Ruso. Su padre, que se llamaba igual, era un oficial de la armada de la flota del Mar Negro perteneciente a una familia con una larga y reconocida tradición naval. Al bisabuelo de Dmitri Maksútov, Piotr Ivánovich Maksútov, al cual se le otorgó el título de príncipe (князь), lo que elevó a la familia a la nobleza hereditaria, gracias a la valentía en combate. Su abuelo, Dmitri Petróvich Maksútov, fue el último gobernador de Alaska, del entonces imperio Ruso, antes que el territorio fuera vendido a Estados Unidos en 1867.

## Contribución científica
Dmitri se interesó por la astronomía ya durante su infancia y construyó su primer telescopio —un reflector de 180 mm— a los doce años de edad. Posteriormente, leyó publicaciones del famoso óptico ruso Aleksandr Andréievich Chikin (1865–1924), que se convertiría en su profesor. Después Maksútov construyó un nuevo y notablemente mejorado telescopio reflector de 210 mm y comenzó a practicar seriamente la observación astronómica, y con quince años ya fue admitido como miembro en la Sociedad Astronómica de Rusia. Tres años más tarde se graduó en el Instituto Militar de Ingeniería Nikoláiev —actualmente Universidad Militar de Ingeniería y Técnica de San Petersburgo—, en la entonces llamada ciudad de Petrogrado. Entre 1921 y 1930, Dmitri Maksútov trabajó en el campo de la óptica astronómica dentro del Instituto de Física de la Universidad de Odesa.
En 1930 Maksútov creó el Laboratorio de Óptica Astronómica en el Instituto Nacional de Óptica Vavílov de Leningrado, del que fue director hasta el año 1952. Este laboratorio fue uno de los grupos de investigación astronómica más importantes de la Unión Soviética. Durante su permanencia en dicho instituto, Maksútov publicó varios trabajos destacados, como Superficies y sistemas reflectoras libres de aberraciones y nuevos métodos para su ensayo (Анаберрационные отражающие поверхности и системы и новые способы их испытания) de 1932, en el que analizó sistemas de espejos dobles aplanéticos e introdujo el método compensativo, que ya había propuesto en 1924, y que pasó a ser el principal método de control del estudio de espejos junto al método de sombras. En 1944 se convirtió en profesor universitario y desde 1946 fue miembro de la Academia de Ciencias de la Unión Soviética. De 1952 en adelante trabajó en el Observatorio de Púlkovo. Dmitri Dmítrievich Maksútov murió en Leningrado en 1964.

## Obra
- New Catadioptric Meniscus Systems, en Journal of the Optical Society of America, 34 (1944): pp.270–284.
- Technologie der astronomischen Optik. VEB Verlag Technik, Berlín 1954.

## Galardones
- Premio Stalin (Premio Estatal de la URSS 1941 y 1946)
- Orden de Lenin (1945 y 1953)
- Orden de la Insignia de Honor – 1943
- Medalla por el Trabajo Valiente en la Gran Guerra Patria 1941-1945
- Medalla Grand Prix en la ExpoBruselas 1958
- Gran Medalla de Oro de la Exposición de Logros Económicos de la URSS – 1962

## Eponimia
- El cráter lunar Maksutov lleva este nombre en su memoria.[3]
- El asteroide (2568) Maksutov también conmemora su nombre.